# كفر أبو داود
كفر أبو داود إحدى قرى مركز طنطا التابع لمحافظة الغربية بجمهورية مصر العربية. كان من توابع نفيا ثم فصل عنها في سنة 1275هـ.

## التعليم
تصل نسبة الأمية في القرية إلى 29.07% بين من تجاوزوا العاشرة من عمرهم، بينما تصل نسبة من حصلوا على تعليم جامعي إلى 5.87% من جملة السكان.

## السكان
بلغ عدد سكان كفر أبو داود 11,141 نسمة حسب تقدير عام 2018.
| السنة  | 1882 | 1897 | 1907 | 1927 | 1947 | 1960 | 1976 | 1986 | 1996 | 2006  | 2018   |
| ------ | ---- | ---- | ---- | ---- | ---- | ---- | ---- | ---- | ---- | ----- | ------ |
| القرية | 7222 | 9608 | 708  | 1619 | 1916 | 2569 | 3437 | 4186 | 4954 | 5,762 | 11,141 |